# Cyclogastrella shorti
Cyclogastrella shorti är en stekelart som beskrevs av Boucek 1988. Cyclogastrella shorti ingår i släktet Cyclogastrella och familjen puppglanssteklar. Inga underarter finns listade i Catalogue of Life.